# Breda Mod. 30
Il fucile mitragliatore Breda Modello 30 fu in dotazione dal 1931/1932 fino al 1946 (negli ultimi 3 anni alle unità di fanteria destinate al servizio di sicurezza interno) come arma collettiva della squadra fucilieri del Regio Esercito.

## Sviluppo

Moto Guzzi Alce del Regio Esercito in Jugoslavia (1941): sul manubrio è montata una Breda mod. 30, che spesso equipaggiava le motociclette militari italiane, dando un certo volume di fuoco alle pattuglie motorizzate

Dopo la prima guerra mondiale, negli anni venti, il Regio Esercito decise di sostituire la mitragliatrice leggera SIA Mod. 1918, adottata durante le ultime fasi concitate della Prima Guerra Mondiale. La nuova mitragliatrice leggera doveva essere un'arma moderna, che risolvesse tutte le problematiche riscontrate sul campo e durante le manovre di addestramento con la SIA Mod. 1918, quali: difficoltà di estrazione bossoli con frequenti rotture e inceppamenti; caricatori facilmente danneggiabili; surriscaldamento della canna; rateo di fuoco eccessivo; fragilità strutturale; peso ed ingombro notevoli; scarsa ergonomia.
La prima candidata per sostituire la S.I.A. fu la Fiat Mod. 24, mitragliatrice leggera che presentava diverse innovazioni: 
- Per evitare il problema del facile danneggiamento delle labbra e del corpo del caricatore, spesso riscontrato sulle mitragliatrici leggere dell'epoca, la Fiat Mod. 24 aveva un caricatore laterale (posto alla sinistra del castello) fisso da 25 colpi, in acciaio spesso e robusto, ricaricabile facilmente tramite lastrine in ottone da 25 colpi ciascuna.
- La Canna, fissa e non impiegata per la ciclizzazione (l'arma infatti funzionava con un sistema a massa battente con ritardo radiale (Radial Delayed Blowback)), presentava un sistema di sgancio e cambio rapido tramite un'apposita leva e di un'apposita maniglia per afferrare la canna ed evitare ustioni. La canna presentava anche diverse scanalature radiali per permettere una migliore dissipazione del calore e andava sostituita ogni 500 colpi di fuoco sostenuto.
- Al di sopra del castello vi era un serbatoio dell'olio dotato di una piccola pompa, che lubrificava le cartucce immediatamente prima del cameramento, in modo tale da facilitare l'estrazione e l'affidabilità conseguente dell'arma.
Notandone la buona affidabilità e una buona resa complessiva, questi tre elementi divennero i punti di riferimento che lo Stato Maggiore del Regio Esercito esplicitò nei vari bandi per l'adozione della nuova mitragliatrice leggera.
Nel 1926 due mitragliatrici cominciarono a contendersi gli appalti del Regio Esercito, ossia la FIAT mod. 26 (diretta evoluzione della Fiat Mod. 24, ma con sistema a corto rinculo e diversi miglioramenti tecnico-costruttivi) e la Breda Mod. 5C, arma con le stesse caratteristiche generali e di impiego ma diverse implementazioni tecniche, legate all'uso di brevetti diversi. Queste due vennero scelte tra altre contendenti per il ruolo di mitragliatrici leggere, e, ordinate nell'ordine di qualche migliaio di esemplari, vennero messe immediatamente alla prova durante le operazioni di "pacificazione" della Libia.
Una versione successiva della seconda, la Breda Mod. 5G, alleggerita e dotata di calciolo e bipiede, venne infine scelta come fucile mitragliatore, preferita a un modello della Fabbrica d'Armi di Terni, alla successiva Fiat Mod. 28, e, tra gli altri, anche al ZB vz. 26 cecoslovacco (dal quale poi sarebbe derivato il famoso mitragliatore britannico Bren).
Dal Mod. 5G derivò direttamente la Breda Mod. 29, adottato formalmente nelle forze armate italiane nel 1930 come Mitragliatrice Leggera Breda Mod. 30, e mantenuto in servizio fino al 1945. L'arma cambiò denominazione con la circolare n. 33025 del 4 Maggio 1936, diventando ufficialmente Fucile Mitragliatore Breda Mod. 1930.
Nella dottrina tattica italiana della seconda metà degli anni trenta, spiccatamente incentrata sull'aggressività della fanteria, ogni squadra di fucilieri doveva disporre di un nucleo mitraglieri che, dotato di un'arma automatica leggera quale appunto il Breda mod. 30, doveva partecipare a tutte le fasi del combattimento. Quindi l'arma automatica (fucile mitragliatore) non doveva più limitarsi ad appoggiare l'avanzata dei fucilieri o la loro ritirata da una posizione statica, ma prendere parte all'assalto insieme con essi, fin dentro e oltre le posizioni del nemico. Ciò dava alla squadra fucilieri nell'assalto un notevole incremento nel volume del fuoco erogato e quindi un aumento della capacità di offesa, in quanto non dovevano più dipendere dalle mitragliatrici pesanti collocate in postazioni fisse, ma potevano portare con sé il fucile mitragliatore il quale provvedeva al fuoco di sostegno durante i movimenti sul terreno, cosa non ottenibile da parte dei fanti armati dei lenti fucili a otturatore girevole-scorrevole.
Tale dottrina tattica era nata durante i combattimenti della prima guerra mondiale e nel 1930 era ormai ben delineata nei vertici militari di molti Paesi; e l'Italia non volle essere da meno. Tuttavia il Breda Mod. 30 fu un'arma tutt'altro che riuscita, nonostante venisse prodotta e distribuita in grandi quantità e mantenuta in servizio fino al 1945.
Venne adottata per brevissimo tempo anche una conversione in 7,35x51 nel contesto del riarmo del Regio esercito del 1937-1939 (comprendente, tra gli altri, il Fucile Mod. 38, il Fucile Semiautomatico Mod. 39 e il Moschetto Automatico Beretta Mod. 38), ma l'improvviso e inatteso ingresso in guerra della Germania nel Settembre 1939 costrinse lo Stato Maggiore ad abbandonare il progetto di riarmo e a mantenere in servizio attivo l'enorme quantitativo di armi in 6,5x52, in modo da evitare problemi di logistica, confusione e di approvvigionamento dei materiali.

## Tecnica
Il principio di funzionamento era basato sul corto rinculo della canna solidale all'otturatore, il quale è di tipo rotante a tenoni di chiusura contrapposti. Una ghiera di acciaio blocca canna e otturatore finché una camma non la obbliga a ruotare, svincolando l'otturatore che prosegue la sua corsa all'indietro estraendo il bossolo e poi ritorna in avanti spinto dalla molla di riarmo, ripetendo il ciclo. L'arma spara a otturatore chiuso e mediante un percussore lanciato. Tale schema meccanico era logico e funzionale, ed era adottato da altre armi coeve.

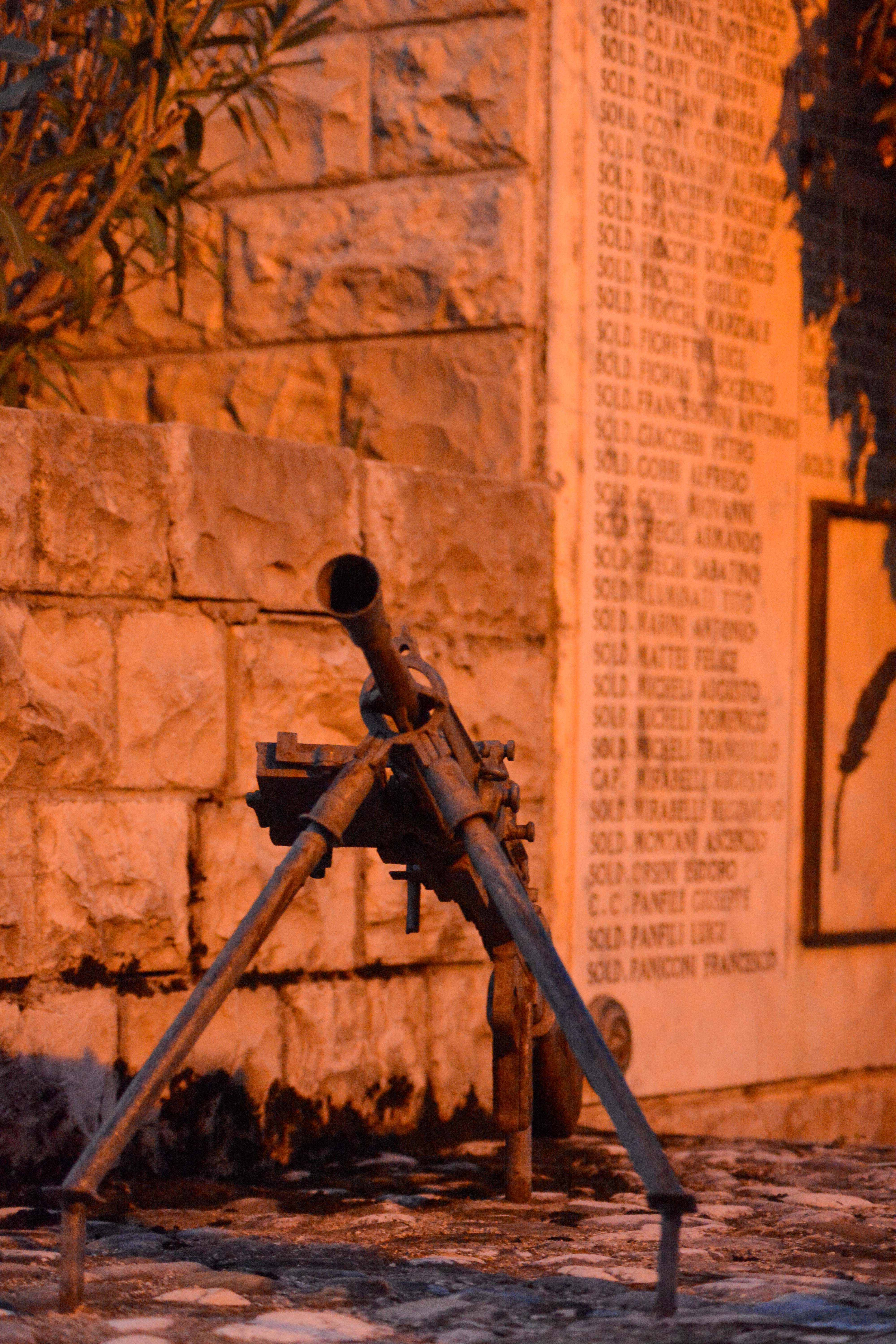
Esemplare di Breda mod. 30 ai piedi del monumento ai caduti di Arrone (TR)

L'alimentazione delle cartucce era provvista di un meccanismo di lubrificazione delle munizioni: prima di essere introdotte dall'otturatore nella camera, al fine di favorire e aiutare l'estrazione del bossolo esploso, un serbatoio di olio posto all'interno del coperchio di culatta stendeva una singola goccia di olio sulla cartuccia. 
L'alimentazione era fornita da un caricatore fisso, incernierato, dalla capacità di 20 colpi, ricaricabile tramite apposite lastrine. Il munizionamento impiegato era lo stesso dei fucili 91. Sul caricatore erano poste 3 leve di comando: una per aprirlo, un'altra a bilanciere per sganciarlo dal fusto dell'arma in cui si andava ad agganciare una volta aperto, e infine una terza per sganciarlo e rimuoverlo, lasciando uno sportellino a cerniera che si poteva poi chiudere per impedire a terra o corpi estranei di entrare all'interno dell'arma.  Le lastrine di caricamento, in lamierino d'ottone, venivano trasportate in appositi cofani di cuoio, legno o alluminio grigioverde contenenti 16 lastrine.
Per caricare l'arma Il tiratore doveva aprire il caricatore, ruotarlo in avanti, agganciarlo al manicotto della canna, inserire la lastrina contenente i 20 colpi, ritrarla poi vuota energicamente dal caricatore, sganciarlo e richiudere il tutto: eseguire tutto ciò sul campo non era sempre facile e portava a un volume di fuoco pratico piuttosto basso. Inoltre le lastrine erano delicate e facilmente danneggiabili. La finestra di espulsione dei bossoli, sul lato sinistro dell'arma, era chiusa da uno sportellino scorrevole che qualora ci si dimenticasse di aprirlo, bloccava il funzionamento.
L'arma era dotata di un bipiede solidamente costruito che ne favoriva il dispiegamento e aveva la possibilità di cambio rapido della canna, mediante una leva di svincolo sulla sinistra dell'arma e un'impugnatura fissata alle alette di raffreddamento della canna. La canna era dotata di una maniglia rivestita di filo di amianto per evitare ustioni, ma la mancanza di altre precauzioni obbligavano il servente ad usare comunque dei guanti per manipolare la canna rovente. Il calcio, in legno, presentava anche un utile calciolo in metallo a molla, che poteva essere sollevato per fungere da appoggio per la spalla.
L'alzo posteriore è a ritto e cursore, graduato da 200 a 1500 metri, posto sopra l'impugnatura; quando è abbattuto presenta la tacca da combattimento. Il mirino anteriore è a palo, protetto da due alette semilunari, posto sopra il bipiede. La sicura è collocata sulla sporgenza posteriore del castello, sopra il calcio in legno, e consiste in una levetta a bottone elastico a due posizioni: verticale (fuoco) e orizzontale (sicura). La leva di armamento è verticale, posta anch'essa sulla destra, e prevede un interessante "hold-open", cioè è possibile bloccarla in apertura tramite una leva: ciò è necessario per effettuare il cambio della canna.

## Impiego operativo

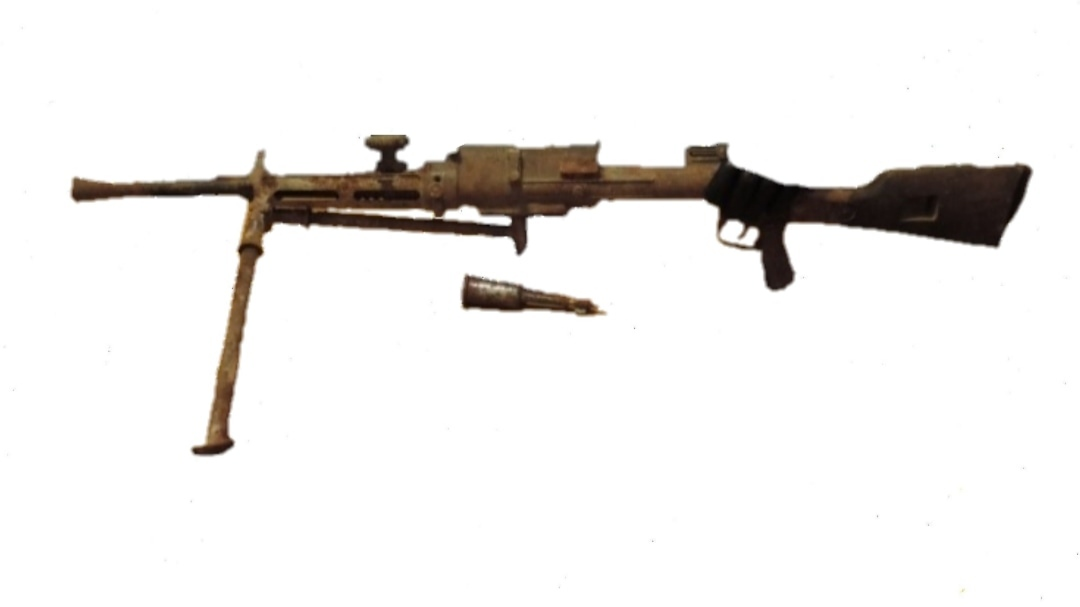
Mitragliatrice Breda Mod. 30 ritrovata nel 2015 a San Ginesio

Prodotta dal 1930, venne largamente impiegata dall'Esercito italiano in tutti i teatri di guerra fino al 1945 con risultati spesso giudicati non all'altezza. Il motivo principale della valutazione negativa espressa da parte dello Stato Maggiore non era tanto legata alla meccanica o ai costi, quanto al fatto che, subito dopo la sua adozione, il Regio Esercito si lanciò nello sviluppo di un nuovo calibro per le armi leggere, adottando poi il 7,35x51 nel 1937: pertanto l'arma era già praticamente obsolescente subito dopo la sua adozione. Questo non fermò però la produzione dell'arma, tanto che nel 1940 vi erano oltre 30 000 esemplari operativi. Altri fucili mitragliatori vennero sperimentati durante il servizio del Breda mod. 30, ma apparentemente nessuno dimostrò qualità tali da interrompere la produzione del mod. 30 e produrre un nuovo modello. Assegnato a ogni squadra di fucilieri del Regio Esercito, Regia Marina, Arma dei Carabinieri Reali e MVSN, il Breda Mod. 30 dette prova di scarsa affidabilità in determinati contesti. 
Questa inaffidabilità venne enormemente ingigantita dalle leggende diffusesi nel secondo dopoguerra, che descrivevano il Breda mod. 30 alla stregua di un rottame costosissimo che si inceppava in tutti i teatri operativi. Queste leggende, alla stregua di quella delle Scarpe di Cartone, vennero alimentate e diffuse per rimarcare, a livello divulgativo e della cultura popolare, l'impreparazione del regime alla guerra. 
Nella realtà dei fatti, sui fronti in cui venne impiegata dal Regio Esercito dimostrò né più né meno gli stessi problemi che avevano tutte le altre armi degli altri eserciti.  Durante l'invasione dell'Unione Sovietica, le temperature proibitive dell'Inverno russo, che raggiungevano i -30°C e i -40°C, bloccavano spesso i meccanismi di quasi tutte armi automatiche e spesso anche delle armi a ricarica manuale, costringendo i soldati italiani e tedeschi ad inventarsi vari stratagemmi per impedirlo. Gli italiani solitamente mettevano delle braci ardenti o un cerino sotto la mitragliatrice, mentre i tedeschi sperimentarono addirittura una copertura metallica per tenere in caldo l'azione delle MG34. Nel deserto del Nord Africa, la sabbia finissima del Ghibli bloccava spesso le armi automatiche, tanto che i tedeschi implementarono una copertura di trasporto in tela per le loro armi automatiche, simile a quella già adottata dal Regio esercito per il Breda mod. 30. Addirittura, un resoconto del Military Intelligence Service riporta (probabilmente attingendo da fonti inglesi) che il Breda Mod. 30 risulta essere più affidabile del Bren inglese nei teatri desertici.
Tecnicamente il Fucile Mitragliatore Breda Mod. 30 è un'arma funzionale, ma complessivamente inadatta all'impiego previsto. Tra gli altri difetti principali del Breda Mod. 30 che, nel complesso, ne fecero un'arma piuttosto insoddisfacente troviamo: l'otturatore chiuso che non aiuta a dissipare calore; la mancanza di un qualsiasi appiglio o manico per il trasporto, che considerato il suo peso e le sue particolari proporzioni sarebbe stato necessario: in combattimento il tiratore doveva portarsi a braccio o sulla spalla l'arma spesso rovente; oltre a ciò, le numerose sporgenze presenti erano di notevole impaccio per il movimento tra la vegetazione, perché tendevano ad agganciarsi a tutto quello che incontravano.
In azione, l'arma si dimostrò molto delicata: incline all'inceppamento in difficili condizioni ambientali, con un volume di fuoco basso dovuto al lento ed articolato sistema di alimentazione e necessitava di una costante manutenzione. Nonostante ciò il Breda Mod. 30 continuò a essere prodotto fino alla fine della guerra, anche sotto occupazione tedesca, venendo impiegato dalla Repubblica Sociale Italiana e dalla Wehrmacht, il che comportò la ridesignazione in leichtes Maschinengewehr 099 (italien) o l.MG 099(i). Grandi quantitativi furono impiegati anche dalla Resistenza e dalle forze partigiane jugoslave di Tito, specie dopo il 1943 e la conseguente cattura di enormi quantità di materiale bellico italiano.
Dopo la fine del conflitto, il Breda mod. 30 finì nei magazzini e tutti gli esemplari dell'Esercito furono progressivamente distrutti, fatta eccezione quelli destinati alle forze della Polizia di Stato. Ne sopravvivono numerosi esemplari nei musei e collezioni private.